# Gabriel Figueroa Flores
Gabriel Figueroa Flores (México, 16 de octubre de  1952) es un fotógrafo mexicano.
Hijo del camarógrafo y director de fotografía Gabriel Figueroa Mateos, con catorce años recibió su primera cámara fotográfica, una Nikon F, apuntándose a un taller de aprendizaje en su escuela. Entre 1970 y 1973 estudió Comunicación en la Universidad Iberoaméricana de México, pero tras asistir a un taller de fotografía de Ansel Adams decidió dedicarse profesionalmente a la fotografía. Por ello entre 1974 y 1977 estudió un grado en Arte y Fotografía en Londres. Su formación la completó con cursos impartidos por Manuel Álvarez Bravo, Arnold Newman y Eikoh Hosoe.
Se ha encargado de mantener y restaurar la obra de su padre. Ha publicado diversos libros, entre los que se encuentran  "Sinaloa" de 1986, "Archipiélago Revillagigedo. La Última Frontera" de 1988, "Arquitectura Fantástica Mexicana" de 1991, "Lugares prometidos" de 2006 y "Arenas Nomadas" de 2012. Uno de sus temas fotográficos significado son los paisajes, sobre los que ha realizado exposiciones en diferentes países.